# Thorey-en-Plaine
Thorey-en-Plaine és un municipi francès, situat al departament de la Costa d'Or i a la regió de Borgonya - Franc Comtat. L'any 2007 tenia 979 habitants.

## Demografia

### Població
El 2007 la població de fet de Thorey-en-Plaine era de 979 persones. Hi havia 328 famílies, de les quals 40 eren unipersonals (24 homes vivint sols i 16 dones vivint soles), 104 parelles sense fills, 168 parelles amb fills i 16 famílies monoparentals amb fills.
La població ha evolucionat segons el següent gràfic:
Habitants censats

### Habitatges
El 2007 hi havia 350 habitatges, 337 eren l'habitatge principal de la família, 1 era una segona residència i 12 estaven desocupats. 320 eren cases i 30 eren apartaments. Dels 337 habitatges principals, 295 estaven ocupats pels seus propietaris, 38 estaven llogats i ocupats pels llogaters i 4 estaven cedits a títol gratuït; 1 tenia una cambra, 17 en tenien dues, 30 en tenien tres, 78 en tenien quatre i 211 en tenien cinc o més. 288 habitatges disposaven pel capbaix d'una plaça de pàrquing. A 89 habitatges hi havia un automòbil i a 236 n'hi havia dos o més.

### Piràmide de població
La piràmide de població per edats i sexe el 2009 era:
| Homes | Edats   | Dones |
| ----- | ------- | ----- |
| 0     | 95 o +  | 0     |
| 0     | 90 a 94 | 0     |
| 0     | 85 a 89 | 0     |
| 0     | 80 a 84 | 0     |
| 4     | 75 a 79 | 8     |
| 0     | 70 a 74 | 8     |
| 12    | 65 a 69 | 16    |
| 12    | 60 a 64 | 4     |
| 16    | 55 a 59 | 16    |
| 40    | 50 a 54 | 40    |
| 32    | 45 a 49 | 20    |
| 44    | 40 a 44 | 44    |
| 32    | 35 a 39 | 36    |
| 36    | 30 a 34 | 32    |
| 12    | 25 a 29 | 40    |
| 44    | 20 a 24 | 8     |
| 28    | 15 a 19 | 32    |
| 32    | 10 a 14 | 32    |
| 40    | 5 a 9   | 44    |
| 44    | 0 a 4   | 36    |

## Economia
El 2007 la població en edat de treballar era de 675 persones, 524 eren actives i 151 eren inactives. De les 524 persones actives 496 estaven ocupades (254 homes i 242 dones) i 28 estaven aturades (8 homes i 20 dones). De les 151 persones inactives 50 estaven jubilades, 70 estaven estudiant i 31 estaven classificades com a «altres inactius».

### Ingressos
El 2009 a Thorey-en-Plaine hi havia 345 unitats fiscals que integraven 1.011,5 persones, la mediana anual d'ingressos fiscals per persona era de 20.671 €.

### Activitats econòmiques
Dels 21 establiments que hi havia el 2007, 1 era d'una empresa extractiva, 1 d'una empresa alimentària, 1 d'una empresa de fabricació de material elèctric, 3 d'empreses de construcció, 7 d'empreses de comerç i reparació d'automòbils, 1 d'una empresa de transport, 1 d'una empresa d'hostatgeria i restauració, 1 d'una empresa immobiliària, 1 d'una empresa de serveis, 1 d'una entitat de l'administració pública i 3 d'empreses classificades com a «altres activitats de serveis».
Dels 7 establiments de servei als particulars que hi havia el 2009, 1 era un taller de reparació d'automòbils i de material agrícola, 2 guixaires pintors, 2 lampisteries, 1 perruqueria i 1 saló de bellesa.
L'únic establiment comercial que hi havia el 2009 era una fleca.
L'any 2000 a Thorey-en-Plaine hi havia 4 explotacions agrícoles que ocupaven un total de 460 hectàrees.

## Equipaments sanitaris i escolars
El 2009 hi havia 1 escola maternal i 1 escola elemental.

## Poblacions més properes
El següent diagrama mostra les poblacions més properes.